# Кибера

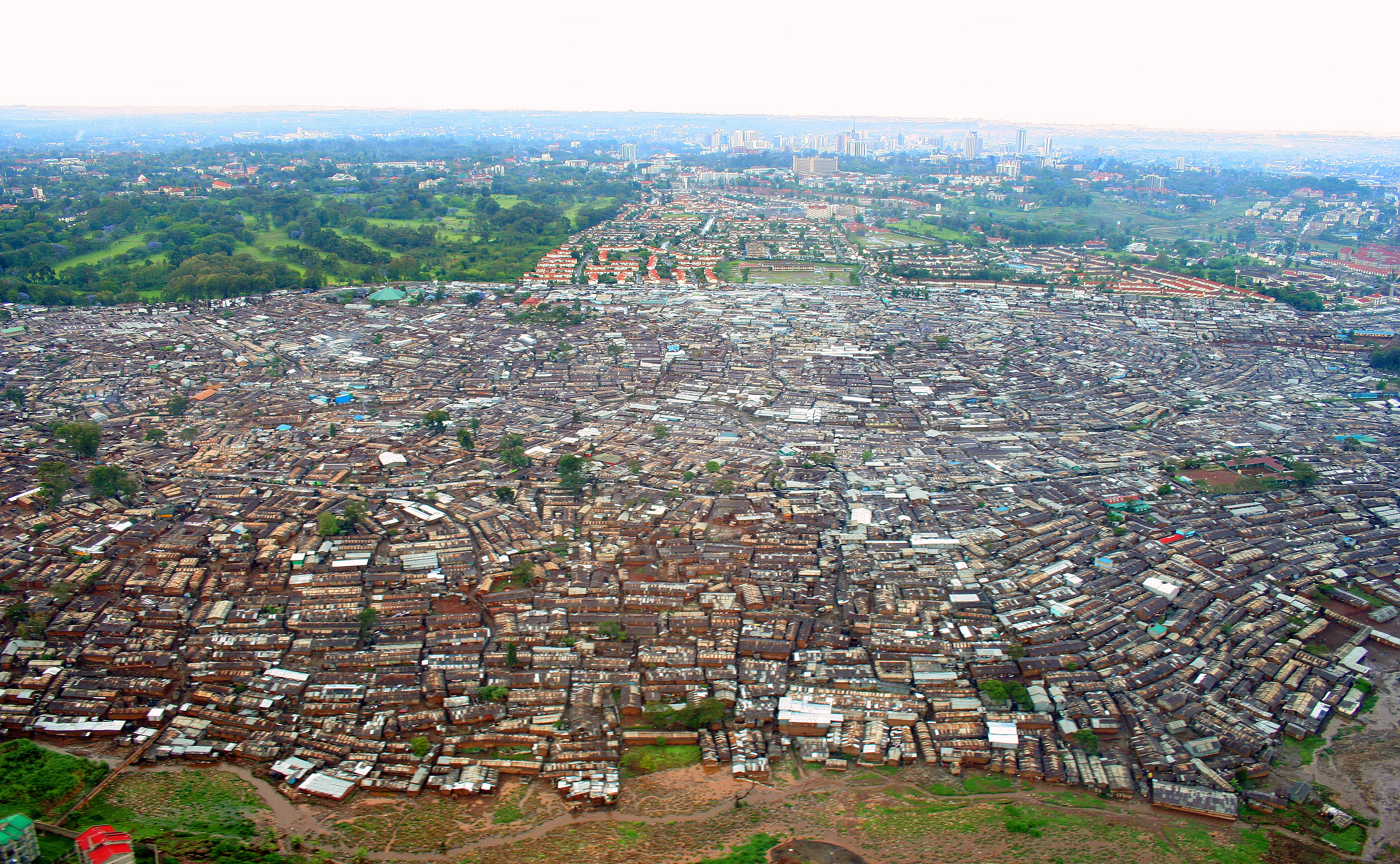
Вид Киберы

Кибера — поселение в кенийской провинции Найроби, пригород города Найроби, располагается в 5 километрах от центра столицы. Кибера — крупнейшие трущобы Кении, а также крупнейшие городские трущобы в Африке. Её население, по данным за 2009 год, составило 170 070 человек, в то время как, по более ранним данным, численность была около одного — двух миллионов человек. Прочие источники информации утверждают, что общая численность населения Киберы колеблется от 500 тысяч до 1 миллиона человек. Название «Кибера» происходит от kibra, нубийского слова, означающего «лес» или «джунгли».

## История

### Колониальная эпоха

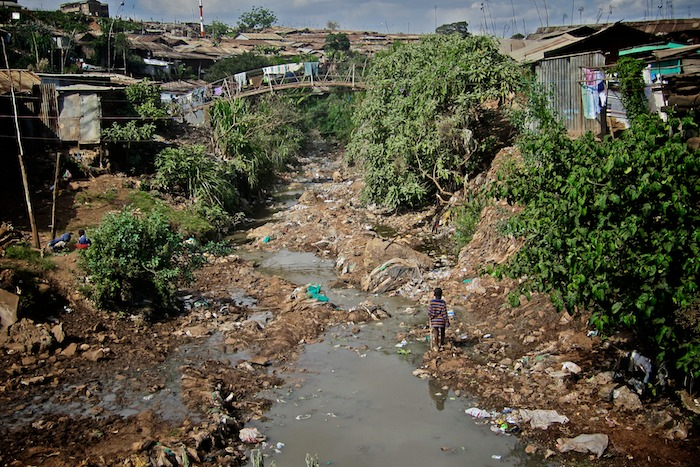
Трущобы в Кибере появились в начале XX века

В 1899 году был основан город Найроби, через который была проложена Угандийская железная дорога, что привело к строительству штаб-квартиры этой организации, а также других британских колониальных отделений в этом городе. В Найроби стали проживать выходцы из Европы, а также рабочие-мигранты из Африки и Азии. Гастарбайтеры были ввезены в Найроби по краткосрочным контрактам для кабального труда на железной дороге и прочих сферах, а также для того, чтобы заполнить административные должности низкого уровня в колониальном правительстве. В период с 1900 и 1940 гг. колониальное правительство приняло ряд законов, например, Закон о бродяжничестве 1902 года, чтобы выселить бездомных людей за черту города Найроби. Этот закон также действовал в отношении африканцев, которые жили в отдельных «родных резервациях» на окраине города. Для того, чтобы жить в Найроби, необходимо было получить специальное разрешение: жить можно было только в тех районах города, где преобладала раса желающего получить разрешение. Солдаты британской колониальной армии африканского происхождения обладали официальными разрешениями для проживания в Найроби, район их проживания получил название Кибера.
Кибера возникла как поселение в лесах на окраине Найроби, когда нубийские солдаты вернулись с воинской службы в родные края. Рядом с Киберой располагался воинский центр по подготовке рекрутов для службы в армии. Британское колониальное правительство не регулировало численность населения, поэтому оно сильно разрасталось за счёт новых поселенцев. Кроме того, у нубийцев не было прав собственности на землю в «родных резервациях». Со временем другие африканские племена выдвинулись в Киберу с целью арендовать землю у нубийских помещиков. С увеличением железнодорожных перевозок экономика Найроби требовала всё больше сельских мигрантов из окраин в город Найроби. Кибера и другие трущобы разрастались в процессе индустриального роста Найроби. В конце 1920-х годов со стороны колониального правительства была выдвинута инициатива по сносу Киберы и переселению жителей в обычный район Найроби, однако эта инициатива не нашла поддержки у жителей трущоб.

### Период независимости

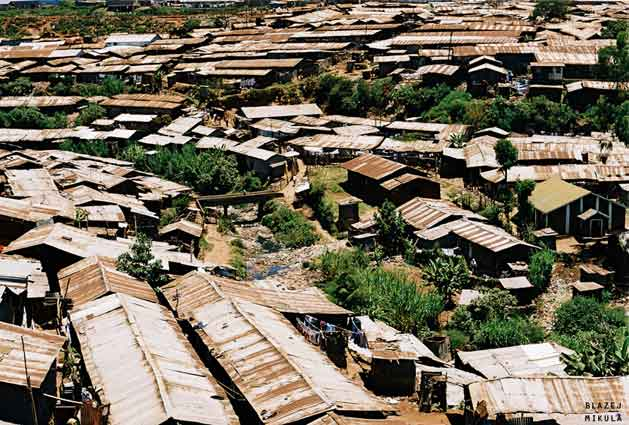
Кибера — крупнейшие трущобы Африки и третьи по численности населения трущобы мира

После того как Кения получила независимость в 1963 году, новое правительство постаралось расселить жителей Киберы по другим районам. Эти попытки не увенчались успехом и люди продолжали жить в этом районе. В начале 1970-х годов помещики Киберы сдали значительно больше земель в аренду для арендаторов, чем было предусмотрено законодательством. Арендаторы, среди которых были в основном бедняки, не могли позволить себе арендовать жильё в Найроби и поэтому решили осесть в Кибере. Количество жителей в Кибере увеличивалось даже несмотря на запрет со стороны правительства Кении на появление новых поселенцев в этих трущобах. К 1974 году представители племени кикуйю стали численно преобладать среди населения Киберы и получили контроль над административными должностями в трущобах. С изменением этнической принадлежности жителей в трущобах начались криминальные разборки. В 2007 году политическая напряжённость в стране между этническими племенами обострилась после переизбрания президента Мваи Кибаки на новый срок. В настоящее время жители Киберы представляют собой все основные кенийские этнические группы, а в некоторых районах трущоб преобладает народ одной какой-либо этно-лингвистической группы. Многие новые жители прибывают в Киберу из сельской местности из-за отсутствия работы и  перенаселенности в родных краях. Правительство Кении владеет всей землёй, на которой располагается Кибера, но, несмотря на это, там до сих пор отсутствуют школы, поликлиники, водопровод и электричество.

## География
Кибера находится на юго-западе Найроби, в 6,6 км от центра города. Большая часть его южной границы ограничена рекой Найроби и плотиной Найроби, искусственным озером, которое раньше снабжало жителей города питьевой водой, но теперь в Киберу ведут две основные трубы.
Кибера разделена на тринадцать деревень и два поместья, в том числе Кианда, Восточное Соуэто, Гатвекера, Кисуму Ндого, Линди, Лайни Саба, Сиранга, Макина, Салама, Аяни и Машимони.

## Демография
По данным переписи населения за 2009 год, население Киберы составляло 170 070 человек. Трущобы Кибера ранее считались одним из крупнейших неформальных городских поселений в мире. Несколько субъектов предоставили и опубликовали с годами растущие оценки численности его населения, большинство из которых заявили, что это были самые большие трущобы в Африке, где число людей превышает 1 миллион. По словам Майка Дэвиса, известного эксперта по городским трущобам, в Кибере проживало около 800 000 человек.
В 2008 году независимая группа исследователей начала поквартирный опрос под названием «Проект карты Кибера» с целью составить карту физических и социально-демографических характеристик трущоб. Обученная команда местных жителей, разработав специальную методологию обследования, к настоящему времени собрала данные переписи более 15000 человек и выполнила картографирование 5000 структур, услуг (общественные туалеты, школы) и инфраструктуры (дренажная система, водоснабжение и др.). электроснабжение) в селе Кианда. На основе данных, собранных в Кианде, команда проекта Map Kibera подсчитала, что вся трущоба Кибера может быть заселена общей численностью населения от 235 000 до максимум 270 000 человек, что значительно снижает все предыдущие цифры. 
Распределение этнических групп, населяющих Киберу: Луо: 34,9% (мужчины), 35,4% (женщины); Луйя: 26,5% (мужчины), 32,5% (женщины); Нубийцы: 11,6% (мужчины), 9,1% (женщины); Кикуйю: 7,9% (мужчины), 6,4% (женщины); Камба: 7,5% (мужчины), 10,3% (женщины); Кисий: 6,4% (мужчины), 2,2% (женщины); Другое: 5,2% (мужчины), 4,1% (женщины)

## В культуре
Среди прочего, в Кибере были сняты некоторые сцены фильма «Преданный садовник». Узнав об условиях в Кибере и Лойянгалани, создатели фильма основали благотворительный фонд, помогающий местным жителям.